# Stay (film, 2013)
 (novembre 2020).
Si vous disposez d'ouvrages ou d'articles de référence ou si vous connaissez des sites web de qualité traitant du thème abordé ici, merci de compléter l'article en donnant les références utiles à sa vérifiabilité et en les liant à la section « Notes et références ».
Pour les articles homonymes, voir Stay.
Pour plus de détails, voir Fiche technique et Distribution.
Stay est un film canado-irlandais réalisé par Wiebke von Carolsfeld (en) et sorti en 2013.

## Fiche technique
- Titre original : Stay
- Réalisation : Wiebke von Carolsfeld (en)
- Scénario : Wiebke von Carolsfeld d'après le roman de Aislinn Hunter (en) et le poème Lovers on Aran de Seamus Heaney
- Musique : Robert Marcel Lepage
- Photographie : Ronald Plante
- Montage : Yvann Thibaudeau
- Production : Andrew Boutilier, David Collins, Martina Niland et Martin Paul-Hus
- Société de production : Amérique Film, Samson Films, Screen Ireland et Submission Films
- Pays :  Canada et  Irlande
- Genre : Drame
- Durée : 99 minutes
- Dates de sortie : 
  -  Canada : 9 septembre 2013

## Distribution
- Taylor Schilling : Abby
- Aidan Quinn : Dermot Fay
- Barry Keoghan : Sean Meehan
- Brian Gleeson : Liam Meehan
- Rayleen Kenny : Mary Meehan
- Carrie Crowley : Marge Meehan
- Ann Marie Horan : Eileen McGilloway
- Nika McGuigan : Deirdre McGilloway